# Pół kroku stąd
Pół kroku stąd (oryg. How Far I'll Go – „Jak daleko zajdę”) – piosenka do filmu Vaiana: Skarb oceanu, wydana jako singel przez Natalię Nykiel 30 października 2016 roku. Wersję filmową piosenki śpiewa Weronika Bochat. W wersji oryginalnej natomiast wersję filmową śpiewa Auliʻi Cravalho, a dodatkową: Alessia Cara.
Nagranie uzyskało status dwukrotnie platynowej płyty.

## Premiera i wykonania na żywo
Kompozycja została premierowo zaprezentowana przez wokalistkę w telewizji 24 lutego 2018 w programie The Voice Kids (Polska), emitowanym na kanale TVP 2.

## W filmie
Podmiotem lirycznym w filmie jest Vaiana. Chciałaby wypłynąć daleko w ocean, jednak święte prawo tego zakazuje. Ostatecznie mimo to zbiera się w sobie, bierze łódź i płynie. Wtedy śpiewa tę piosenkę. Krótko po niej fala wywraca jej łódź i wciąga ją pod wodę. Musi wrócić na wyspę. Wersja Natalii Nykiel śpiewana jest podczas napisów
Piosenka posiada swoją kontynuację. Śpiewa ją Vaiana, gdy ostatecznie postanawia ponownie i tym razem skutecznie wypłynąć na dalekie wody.

## Teledysk
9 grudnia 2016 odbyła się premiera teledysku do piosenki na kanale DisneyPolandVevo w serwisie  YouTube. Teledysk przedstawia fragmenty z filmu. Według stanu na marzec 2025 teledysk do „Pół kroku stąd” zanotował w serwisie YouTube ponad 94 milionów wyświetleń. Wersja z filmu została opublikowana na tym samym kanale. Została opublikowana 23 grudnia 2016 i  obecnie ma ponad 34 miliony wyświetleń.
Teledysk do oryginalnej wersji piosenki: How Far I'll Go śpiewanej przez Alessię Carę, opublikowany 3 listopada 2016 zebrał ponad 200 milionów wyświetleń, a wersja filmowa wykonywana przez Auliʻi Cravalho, która do serwisu trafiła 12 grudnia tego samego roku ponad 400 mln. Oba wykonania zostały wstawione na kanał DisneyMusicVevo.